# Franz Stettner

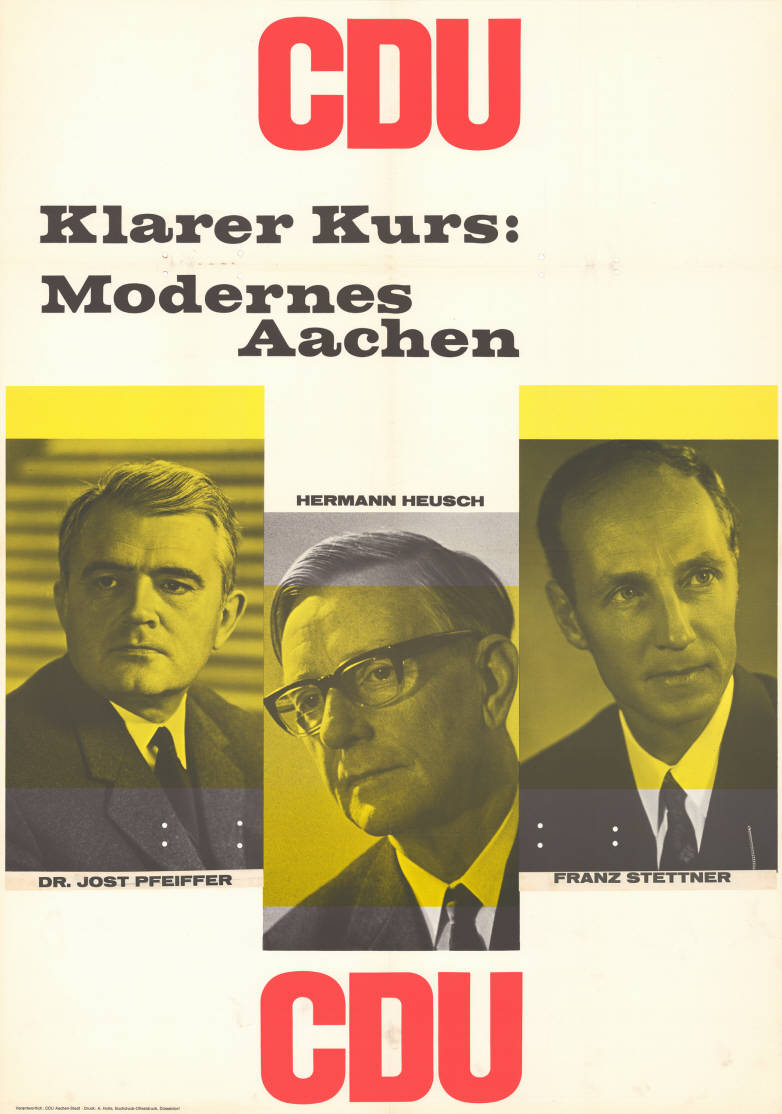
Franz Stettner auf einem Wahlplakat zur Landtagswahl 1970

Franz Stettner (* 6. Oktober 1931 in Aachen; † 19. Mai 2012) war ein deutscher Politiker (CDU).
Stettner besuchte das Gymnasium und arbeitete nach dem Abitur im öffentlichen gehobenen Dienst. Von 1951 bis 1960 war er bei der Stadtverwaltung Aachen tätig und danach an der Technischen Hochschule Aachen. Im Jahr 1951 trat er der CDU bei. Von 1953 bis 1954 und wieder von 1956 bis 1960 war er Kreissprecher der Jungen Union in Aachen. Von 1953 bis 1962 im Regierungsbezirk Aachen. Ab 1953 war er im Kreisvorstand der CDU Aachen. Ab 1961 war er Ratsherr der Stadt Aachen und ab 1969 Bürgermeister. Von 1964 bis 1966 war er Mitglied im Landschaftsverband Rheinland. Vom 24. Juli 1966 bis zum 27. Mai 1975 war Stettner Mitglied des Landtags von Nordrhein-Westfalen.
Von 1977 bis 1999 war er Leiter des Aachener Tierparks.
Franz Stettner fand seine letzte Ruhestätte auf dem Heißbergfriedhof Burtscheid/Aachen.